# Szo (kana)
A hiragana そ, katakana ソ, Hepburn-átírással: so, magyaros átírással: szo japán kana. A hiragana és a katakana is a 曽 kandzsiból származik. A godzsúonban (a kanák sorrendje, kb. „ábécérend”) a 15. helyen áll. A そ Unicode kódja U+305D, a ソ kódja U+30BD. A dakutennel módosított alakok (hiragana ぞ, katakana ゾ) átírása zo, kiejtése [zo].
|            | Hepburn és magyaros | Hiragana (Unicode) | Katakana    |
| ---------- | ------------------- | ------------------ | ----------- |
| Alapalak   | so szo              | そ (U+305D)        | ソ (U+30BD) |
| Dakutennel | zo                  | ぞ (U+305E)        | ゾ (U+30BE) |

## Alternatív hiragana-írásmód

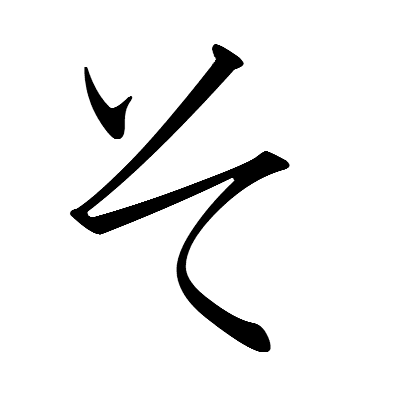
Alternatív hiragana-írásmód

## Vonássorrend
|  |  |
|  |  |